# Smalstjärtad smaragd
Smalstjärtad smaragd (Chlorostilbon stenurus) är en fågel i familjen kolibrier.

## Utseende
Smalstjärtad smaragd är en liten och kompakt kolibri med kort näbb och kort grön stjärt. Hanen är helt glittrande grön, medan honan är grön ovan och grå under med grå kinder, vitt ögonstreck och vitspetsad stjärt. Den är mycket lik andra Chlorostilbon-smaragder, men kan skiljas från exempelvis kortstjärtad smaragd genom samma längd på vingar och stjärt på sittande fågel, från hane grönstjärtad smaragd på oregelbundet långa stjärtfjädrar. 

## Utbredning och systematik
Smalstjärtad smaragd delas in i två underarter:
- Chlorostilbon stenurus stenurus – förekommer i Anderna i nordöstra Colombia, nordvästra Venezuela och nordöstra Ecuador
- Chlorostilbon stenurus ignotus – förekommer i bergsområden sydöst om Maracaibosjön i norra Venezuela till höglandet i den allra sydöstligaste delen av delstaten Lara

## Levnadssätt
Smalstjärtad smaragd hittas i bergsbelägna fuktiga skogsbryn, från 1800 meters höjd. Den ses vanligen i öppna områden, trädgårdar och jordbruksbygd. Fågeln påträffas ofta sittande för sig själv nära små blommor på låg höjd.

## Status
Arten har ett stort utbredningsområde och beståndet anses vara stabilt. Internationella naturvårdsunionen IUCN listar den därför som livskraftig (LC).